# Vinça
Vinça (katalanisch Vinçà) ist eine französische Gemeinde mit 2.205 Einwohnern (Stand: 1. Januar 2022) im Département Pyrénées-Orientales in der Region Okzitanien. Vinça gehört zum Arrondissement Prades und zum Kanton Le Canigou (bis 2015: Kanton Vinça). Die Einwohner werden Vinçannais genannt.

## Geographie
Vinça liegt am Fuße der Pyrenäen, am Têt, der hier aufgestaut den Lac de Vinça bildet, etwa 32 km westlich von Perpignan. Umgeben wird Vinça von den Nachbargemeinden Arboussols im Norden und Nordwesten, Rodès im Osten und Nordosten, Rigarda und Joch im Süden, Finestret im Süden und Südwesten, Espira-de-Confluent im Südwesten sowie Marquixanes im Westen.

## Verkehr
Durch die Gemeinde führt die Autostraße Route nationale 116. Der Ort hat einen Bahnhof an der Bahnstrecke Perpignan–Villefranche-de-Conflent.

## Bevölkerungsentwicklung
| 1962                      | 1968 | 1975 | 1982 | 1990 | 1999 | 2006 | 2012 |
| ------------------------- | ---- | ---- | ---- | ---- | ---- | ---- | ---- |
| 1610                      | 1622 | 1587 | 1589 | 1655 | 1666 | 1833 | 1947 |
| Quelle: Cassini und INSEE |      |      |      |      |      |      |      |

## Sehenswürdigkeiten
- Kirche Saint-Julien-et-Sainte-Baselisse in Vinça, seit 1987 Monument historique
- Kirche Saint-Pierre in Belloch, alte Priorei, seit 1974 Monument historique
- Kreuz Noell aus der ersten Hälfte des 15. Jahrhunderts, seit 1989 Monument historique
- Friedhofskreuz aus dem 15. Jahrhundert, seit 1910 Monument historique
- früheres Kapuzinerkonvent, jetzt Karmelitinnenkloster Vinça
- früheres Hospiz
- Stausee

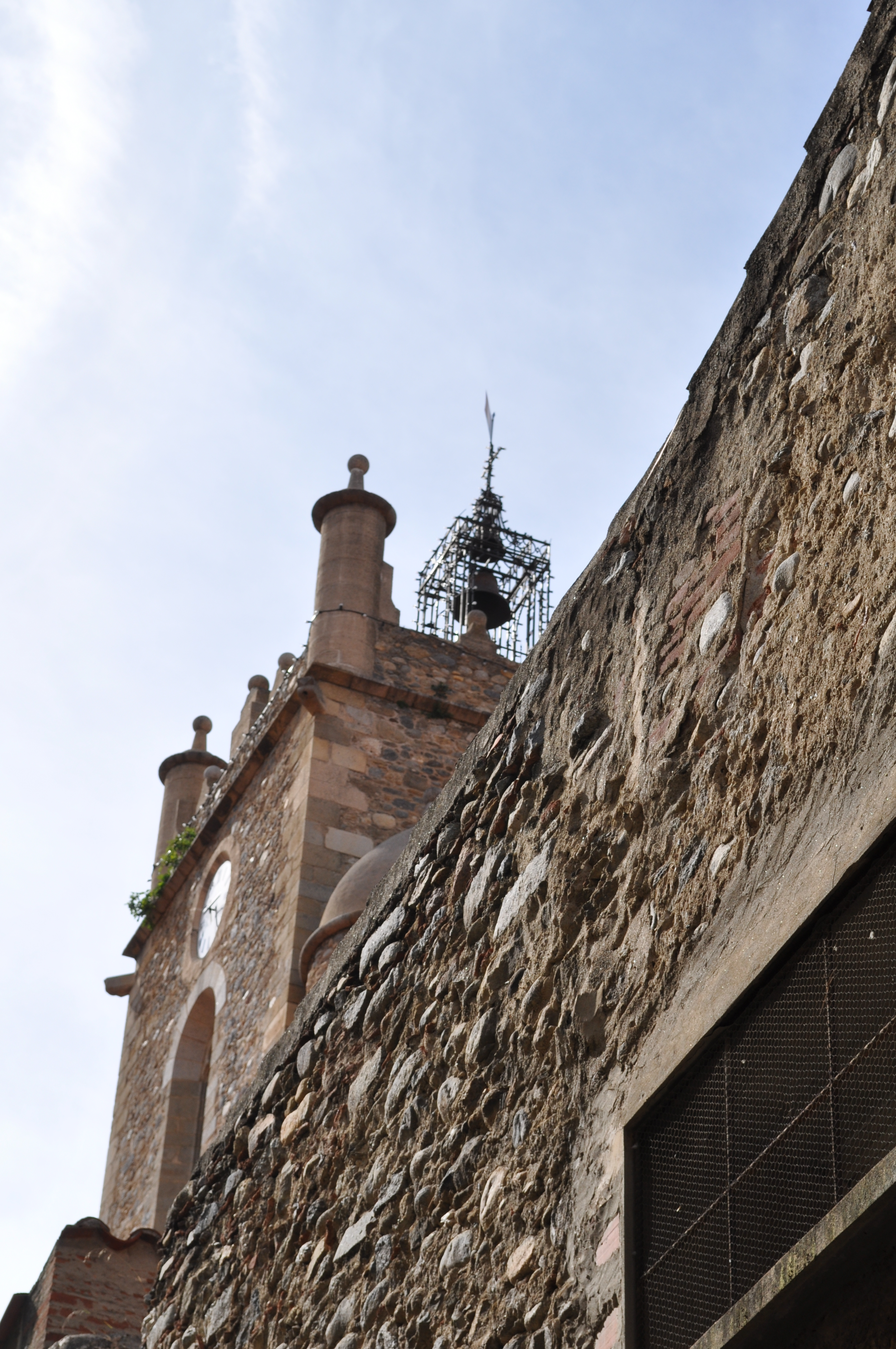
Kirche Saint-Julien-et-Sainte-Baselisse
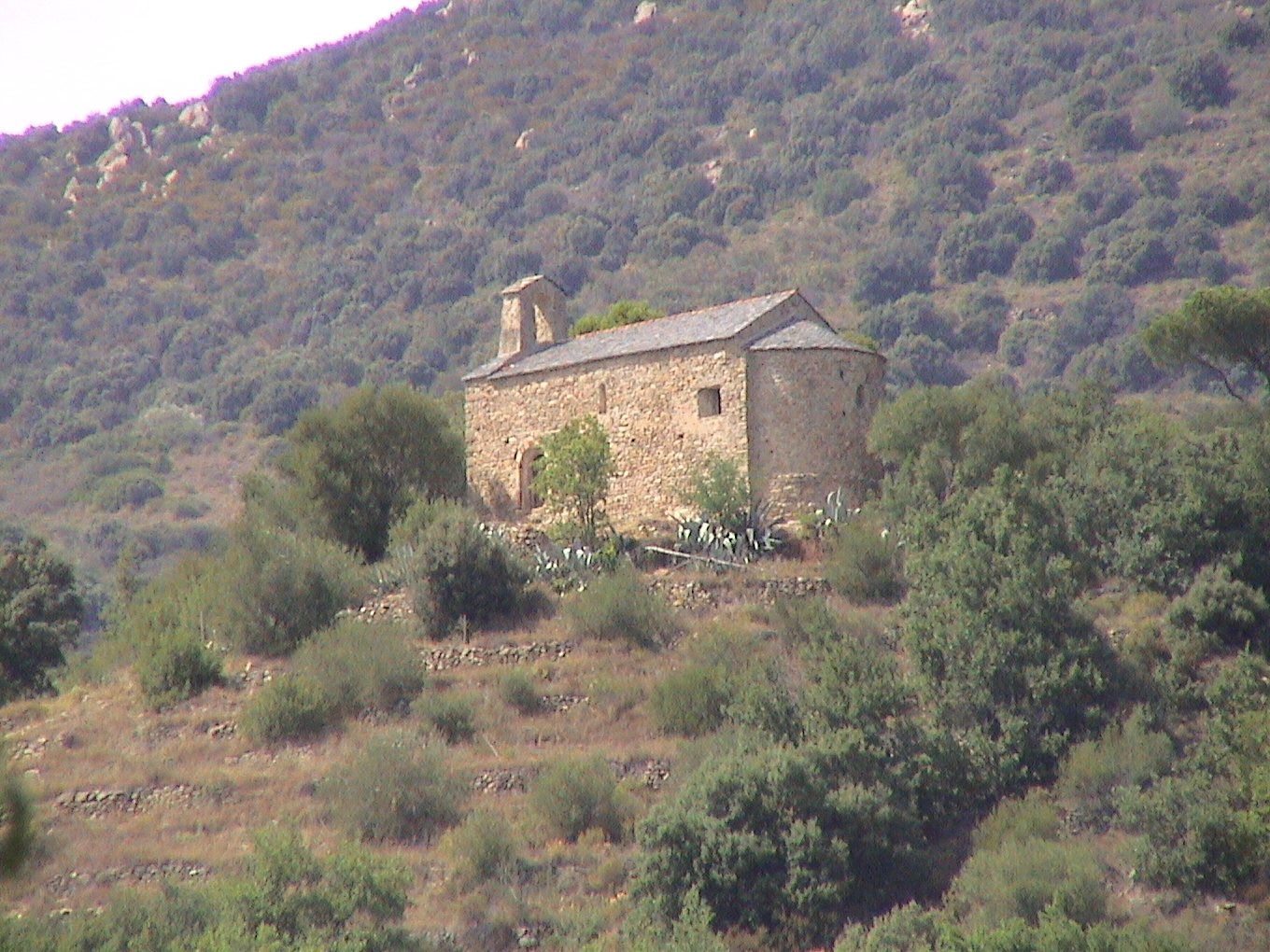
Saint-Pierre in Belloch
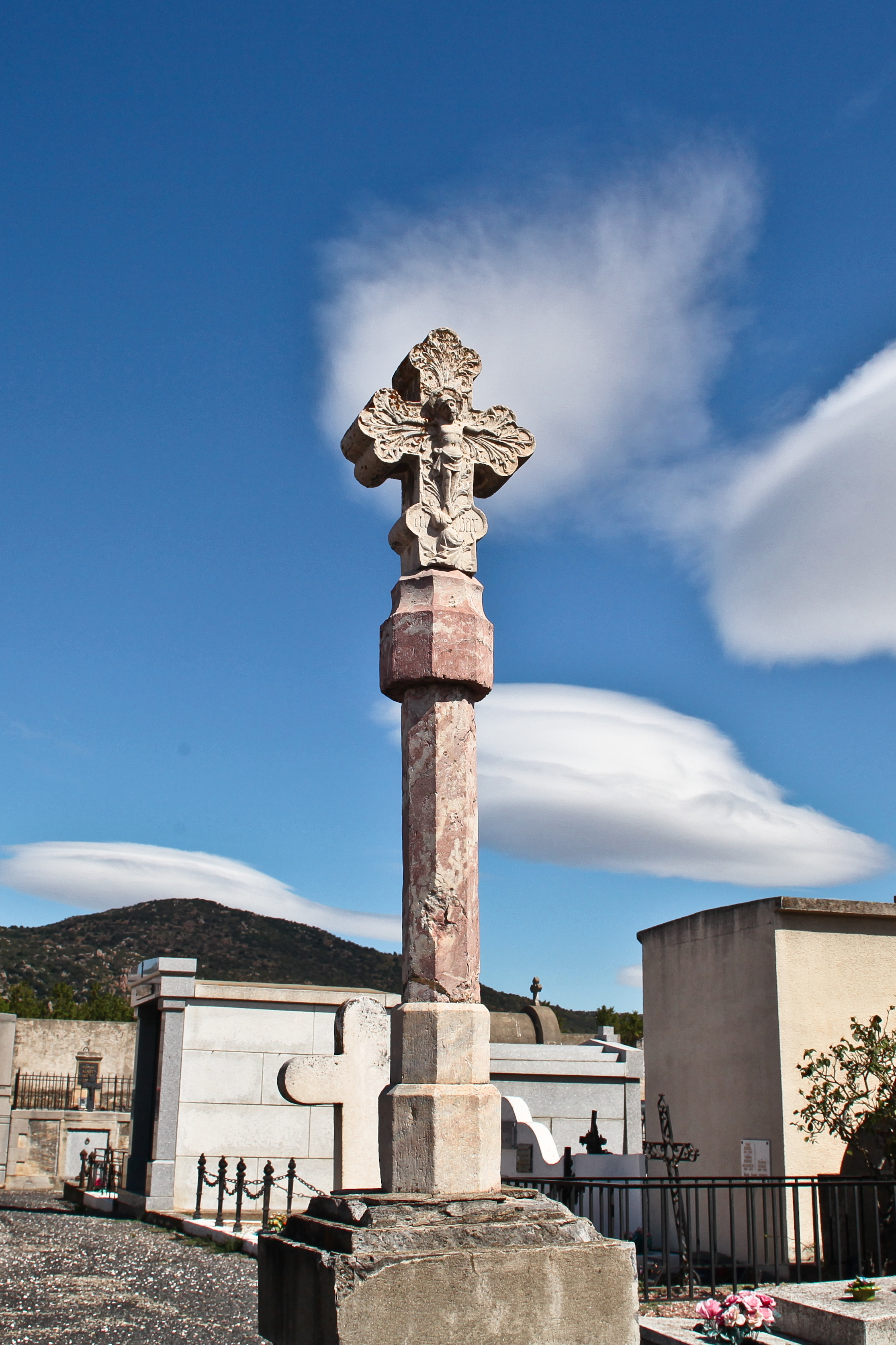
Friedhofskreuz